# Manu Leiataua
Pas d'image ? Cliquez ici

a Compétitions nationales et continentales officielles uniquement.

b Matchs officiels uniquement.
Dernière mise à jour le 13 juillet 2022.
Maatulimanu Manu Leiataua, né le 26 décembre 1986 à Wellington, est un joueur international samoan de rugby à XV évoluant au poste de talonneur à l'USA Perpignan.

## Biographie

### En club
- 2010-2013 : North Harbour (NPC)
- 2014-2016 : Stade aurillacois (Pro D2)
- 2016-2018 : Aviron bayonnais (Top 14/Challenge Cup) et (Pro D2)
- Depuis 2018 : USA Perpignan (Top 14/Challenge Cup) et (Pro D2)

En avril 2015, lors de la rencontre de Pro D2 entre Aurillac et Perpignan, Manu Leiataua marque un essai de cinquante mètres.

### En équipe nationale
Manu Leiataua joue son premier match international avec l'équipe des Samoa le 8 juin 2013 contre l'Écosse. Le 12 août 2015, il est retenu par Stephen Betham dans la liste des trente-et-un joueurs qui disputent la coupe du monde de rugby à XV 2015.

## Statistiques en équipe nationale
Manu Leiataua compte neuf capes, dont trois titularisations, avec l'équipe des Samoa depuis le 8 juin 2013 contre l'Écosse. Il inscrit un essai.
Il participe à une rencontre de coupe du monde, en 2015, où il joue contre l'Écosse, rencontre où il inscrit un essai.